# Ermanno Ioriatti
Ermanno Ioriatti (Trento, 4 ottobre 1975) è un pattinatore di velocità su ghiaccio italiano.
Oltre ad avere partecipato e vinto diversi campionati italiani, europei e mondiali, con la nazionale ha partecipato a tre edizioni delle Olimpiadi invernali e faceva parte come riserva della squadra che ha vinto l'oro nell'inseguimento a squadre alle Olimpiadi di Torino 2006.
Sposato con Elisabetta Pizio, è padre della pattinatrice di short track Gloria Ioriatti e di Federico Ioriatti. 

## Risultati

### Partecipazioni olimpiche
- Nagano 1998
  - 500 m - 9º posto
  - 1.000 m - 27º posto
  - 1.500 m - 24º posto
- Salt Lake City 2002
  - 500 m - gara non conclusa
- Torino 2006
  - 500 m - 21º posto
  - 1.000 m - squalificato
- Vancouver 2010
  - 500 m - 24º posto
  - 1.000 m - 33º posto

### Campionati italiani
- Oro assoluti Sprint 500m - 1997; 1998; 2000; 2001; 2002; 2003; 2006; 2009; 2010;
- Oro assoluti Sprint 1.000m - 2006; 2010;

### Campionati europei
- 1997 - 5º 500 metri
- 1998 - Oro 500 metri

### Campionati mondiali
- 1997 - 5º 500 metri
- 1999 - 4º 500 metri

### Coppa del mondo
- 1998 - 5º 500 metri
- 2006 - 5º 500 metri (Collalbo - Italia); 8º 1.000 metri (Collalbo - Italia); 2º 1.500 metri B (Torino); 3º 500 metri B (Milwaukee - Usa);

## Palmarès

### Campionati italiani completi di pattinaggio di velocità
- 4 medaglie:
  - 1 oro (1996)
  - 2 argenti (1997, 1998)
  - 1 bronzo (1995)

### Campionati italiani di pattinaggio di velocità - Sprint
- 14 medaglie:
  - 9 ori (1998, 2001, 2002, 2003, 2004, 2005, 2006, 2007, 2008, 2009)
  - 3 argenti (1997, 1998, 2000)
  - 2 bronzi (1995, 1996)